# Scacchi & C., Fabbrica Automobili
Scacchi & C., Fabbrica Automobili war ein italienischer Hersteller von Automobilen.

## Unternehmensgeschichte
Cesare Scacchi, der zuvor bei Fiat tätig war, gründete 1911 in Turin das Unternehmen zur Produktion von Automobilen. Die Markennamen lauteten Scacchi in Italien und Caesar für den Export nach Großbritannien. Bis 1912 war Luigi Storero Teilhaber, bevor er Storero Fabbrica Automobili gründete. 1915 endete die Produktion, als Diatto das Unternehmen übernahm.

## Fahrzeuge
Das Modell A 70 20/30 HP hatte einen V4-Motor mit 4400 cm³ Hubraum und Kardanantrieb. Das Fahrzeug war mit Radständen von 2982 mm, 3147 mm und 3236 mm lieferbar. Der B 80 35/45 HP und der C 90 Sport hatten ebenfalls Vierzylindermotoren, aber mit 5341 cm³ Hubraum. Daneben gab es den 24/80 HP, dessen Motor über 6283 cm³ Hubraum verfügte.
Ein Rennwagen war 1914 zum Grand Prix von Frankreich gemeldet, erschien aber nicht am Start.